# Werner Steinbach
Werner Steinbach (* 14. Mai 1919 in Chemnitz; † 28. Februar 2005) war ein deutscher Maschinenbauingenieur und Hochschullehrer.

## Leben
Steinbach studierte Bauingenieurwesen von 1950 bis 1954. Nach vier Jahren als Statiker im Stahlbau wechselte er 1958 an die Technische Universität Berlin. Nach seiner Promotion im Jahr 1962 lehrte Werner Steinbach an der Staatlichen Ingenieurschule Hannover. Nach Habilitation 1965 an der Technischen Hochschule Hannover erhielt er dort eine Professur. Steinbach war der erste Rektor der aus der Ingenieurschule hervorgegangenen Fachhochschule Hannover (heute Hochschule Hannover). Er bekleidete das Amt von 1972 bis 1975. 1983 beendete er seine Tätigkeit an der Fachhochschule Hannover.
Steinbach wurde am 1. November 1944 mit der Mitgliedsnummer 10.166.272 in die NSDAP aufgenommen. Seine Funktion war Kameradschaftsführer in der Hitlerjugend (HJ).
Steinbach starb am 28. Februar 2005 im Alter von 85 Jahren.

## Schriften (Auswahl)
- Die Theorie 2. Ordnung für den räumlich belasteten Stab mit dünnwandigem, offenem Querschnitt. Springer, Wien u. a. 1965, S. 292–335.
- Einführung in die Festigkeitslehre. Fachhochschule Hannover, Hannover 1979.